# Gloster II
El Gloster II fue un hidroavión de carreras británico de la década de 1920. Era un biplano monomotor, del que se construyeron dos ejemplares para competir en la carrera aérea del Trofeo Schneider de 1924. Sin embargo, el accidente del primer prototipo durante las pruebas impidió que estuviera listo para la carrera, que se pospuso. El segundo avión también se perdió en un accidente.

## Diseño y desarrollo
La carrera de hidroaviones del Trofeo Schneider de 1923 había sido ganada por la Armada de los Estados Unidos con el Curtiss CR-3, un hidroavión que superó al hidrocanoa británico, el Supermarine Sea Lion III. A diferencia de años anteriores, donde las inscripciones británicas habían sido financiadas con fondos privados, el Ministerio del Aire británico ordenó dos hidroaviones de carreras a la Gloster Aircraft Company para competir en la carrera de 1924.
El avión resultante, denominado Gloster II, era un hidroavión desarrollado a partir del anterior avión de carreras de Gloster, el Gloster I, que había ganado la carrera aérea anual Aerial Derby durante tres años consecutivos, entre 1921 y 1923, y había intentado, sin éxito, batir el récord mundial de velocidad en 1922. Era un pequeño biplano monoplaza de construcción en madera recubierta de tela, propulsado por un motor Napier Lion de carenado cerrado. Tenía alas de un solo vano de envergadura corta y un tren de aterrizaje de dos flotadores, con radiadores montados en los puntales que sostenían los flotadores.
El primer avión, con el matrícula J7504, estuvo listo para las pruebas de vuelo en septiembre de 1924. Sin embargo, al intentar aterrizar después de su primer vuelo de pruebas, el 19 de septiembre de 1924, el tren de aterrizaje colapsó y el avión se hundió, con el piloto Hubert Broad escapando ileso. No hubo tiempo suficiente para preparar el segundo avión para la carrera, programada para octubre, pero como ninguna otra nación europea tenía un participante listo para competir, los estadounidenses pospusieron la carrera hasta 1925.
El segundo avión fue convertido en avión terrestre y se utilizó como equipo de pruebas de vuelo para el avión de carreras Gloster III, que se estaba diseñando para la competición de 1925. Se perdió en un aterrizaje forzoso a alta velocidad en RAF Cranwell, tras un flameo del elevador en junio de 1925. El piloto, Larry Carter, resultó gravemente herido y se fracturó el cráneo.

## Especificaciones (Gloster II hidroavión)
Referencia datos: Gloster Aircraft since 1917 

### Características generales
- Tripulación: Uno (piloto)
- Longitud: 8,2 m (26,8 ft)
- Envergadura: 6,1 m (20 ft)
- Altura: 3,4 m (11 ft)
- Superficie alar: 15,3 m² (164,7 ft²)
- Peso vacío: 1134 kg (2499,3 lb)
- Peso cargado: 1406 kg (3098,8 lb)
- Planta motriz: 1× motor lineal de 12 cilindros en W refrigerado por agua .
  - Potencia: 436 kW (601 HP; 593 CV)
- Hélices: Bipala de paso fijo

### Rendimiento
- Velocidad máxima operativa (Vno): 362 km/h (225 MPH; 195 kt)
- Carga alar: 92 kg/m² (18,8 lb/ft²)
- Potencia/peso: 0,31 kW/kg (0,19 hp/lb)

## Aeronaves relacionadas

### Desarrollos relacionados
- Gloster I
- Gloster III
- Gloster IV

### Aeronaves similares
- Curtiss CR